# Fontanes-du-Causse
Fontanes-du-Causse tkorábbi község Franciaországban, Lot megyében. Lakosainak száma 64 fő (2018. január 1.). Fontanes-du-Causse Le Bastit, Caniac-du-Causse, Durbans, Lunegarde, Montfaucon, Quissac-en-Quercy és Labastide-Murat községekkel határos.
2016. január 1-jén négy másik korábbi községgel egyesült és az így létrejött Cœur de Causse új község része lett.

## Népesség
A település népességének változása:
| Lakosok száma | 107  | 95   | 95   | 67   | 72   | 71   | 77   | 74   | 69   | 64   |
|               | 1962 | 1968 | 1982 | 1990 | 1999 | 2008 | 2011 | 2013 | 2017 | 2018 |